# Tsumi
Tsumi (罪) è il termine giapponese usato nello shintoismo per indicare uno stato di impurità derivato da un'ampia gamma di cause: contaminazione fisica, malattia, calamità naturale, trasgressione morale dovuta a cattivi comportamenti, azioni umane dannose o proibite, violazione di norme sociali e religiose.
A questo stato di contaminazione viene posto rimedio con riti di purificazione o pratiche di evitamento.

## Storia
Il termine si è evoluto nella sua forma attuale come contrazione di tsutsumu (障む・恙む, ammalarsi, subire una disgrazia, avere un incidente, avere qualche guaio ), un verbo che indica in modo generico l'occorrenza di una forma negativa di evento.
Nell'antico Giappone si distinguevano due categorie di tsumi - amatsutsumi (天津罪, tsumi del cielo) e kunitsutsumi (国津罪, tsumi della terra) - di cui vi è traccia nel Kojiki, nel Nihon shoki e nell'Engishiki.

### Amatsutsumi(天津罪)

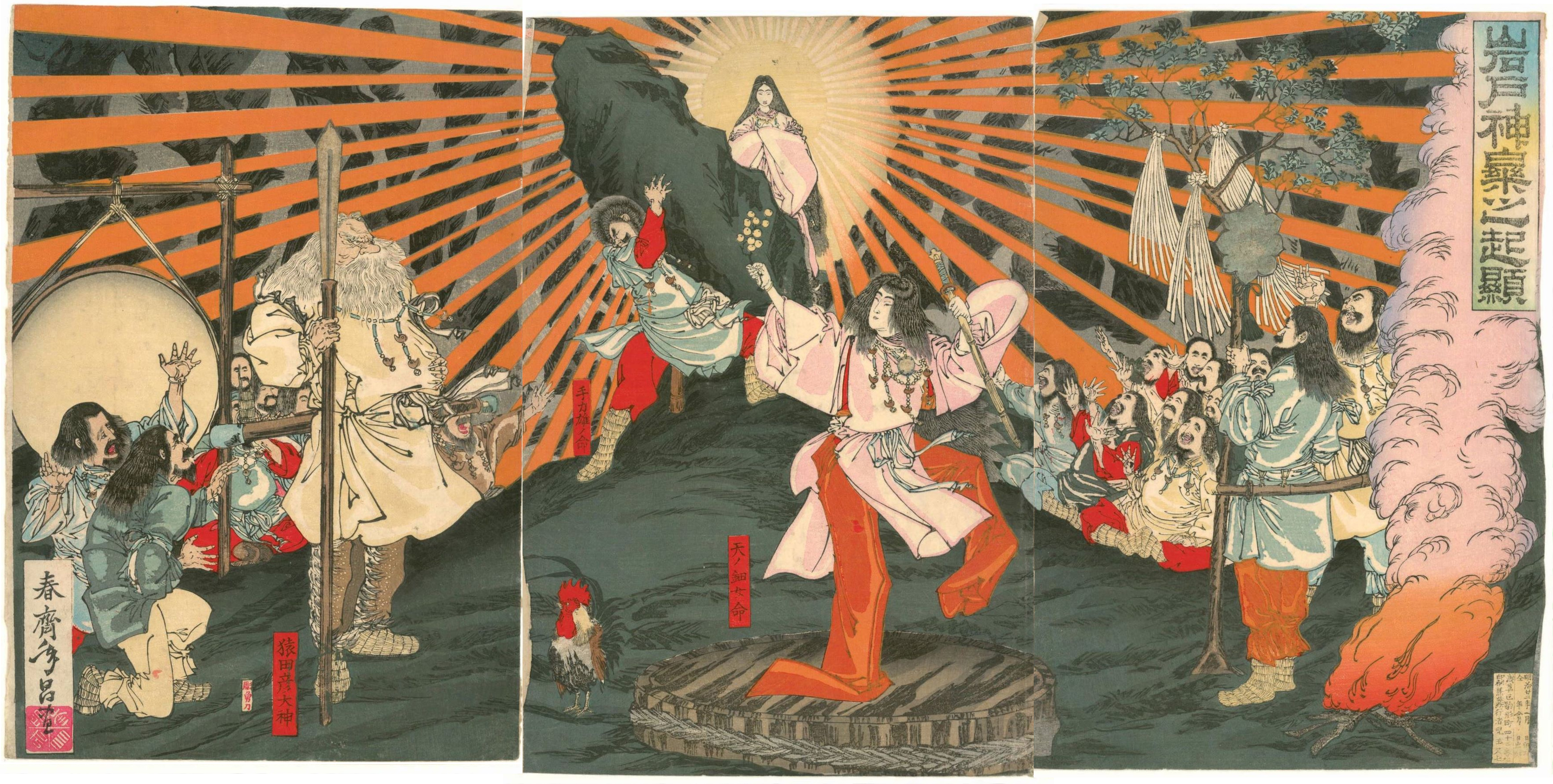
Amaterasu mentre esce dalla caverna e torna ad illuminare la terra

Gli amatsutsumi (天津罪), tradotti come tsumi del cielo, od offese celesti, in riferimento al luogo in cui sono avvenute le trasgressioni, si riferiscono alle cattive azioni commesse dal dio Susanoo, fratello di Amaterasu Ohmikami, la dea del sole, antenata diretta della famiglia imperiale giapponese, durante il suo episodio di ribellione contro l'ordine di Takamagahara (la Piana dell'Alto Paradiso).
Delle otto in totale nominate tra l'VIII e il X secolo nel Kojiki e nel Nihon shoki (inizio periodo Nara, 710-794), nel Kogo shūi (古語拾遺), nell'Engishiki, nel Kotai jingu gishikicho (皇太 神宮 儀式 帳), registro della cerimonia del Santuario Kotai-jingu) e nel Jogan Gishiki (貞観儀式) del periodo Heian (794-1185), tre si riferiscono ad azioni che colpiscono la comunità agricola attraverso la distruzione delle strutture di approvvigionamento idrico (hanachi, abbattimento degli argini che proteggono le risaie; mizoume, ostruzione dei canali di irrigazione; hihanachi, rilascio delle chiuse di irrigazione con conseguente devastazione dei campi), due ad azioni che compromettono il raccolto (shikimaki, "doppia semina” con messa a dimora di semi sopra quelli già piantati) e la proprietà della terra (kushisashi, posizionamento di paletti per appropriarsi di altri campi).
Delle tre rimanenti, due riguardano l'attività di scuoiamento (lkihagi, o ikehagi, significa scuoiare un animale vivo; sakahagi scuoiare un animale vivo all'indietro, da dietro in avanti, che nel contesto dell'ordine cosmico equivale ad operare al contrario e viene considerato come un tabù in quanto violazione delle regole naturali); lo scuoiamento degli animali, inoltre, può essere indicativo di alcune pratiche sopravvissute, la cui origine si colloca tra le popolazioni che allevavano animali dell'Asia nordorientale da cui potrebbero discendere gli Yamato (popolo).
L'ultimo tsumi elencato, kusohe, viene generalmente tradotto come "defecazione in luoghi sacri", ma secondo alcuni studi, considerato il carattere agricolo delle "offese celesti", i caratteri 屎戸 potrebbero essere interpretati come "maledizione con escrementi", ossia come divieto di maledire gli escrementi utilizzati per fertilizzare i raccolti.
Gli amatsutsumi sono legati sia all'agricoltura che al culto, rappresentano un disturbo dell'ordine sociale e cosmico che può essere ripristinato attraverso pratiche politiche e religiose come le offerte e la purificazione. Secondo Felicia Bock, autrice di un'importante traduzione dei primi dieci libri dell'Engishiki, essi definiscono le violazioni delle leggi tribali di una comunità agricola il cui sostentamento dipendeva dal successo dei raccolti.

### Kunitsutsumi(国津罪)
La categoria kunitsutsumi si situa nella sfera dell'esistenza terrena e comprende azioni volontarie, calamità indipendenti dal controllo umano, condizioni fisiche.

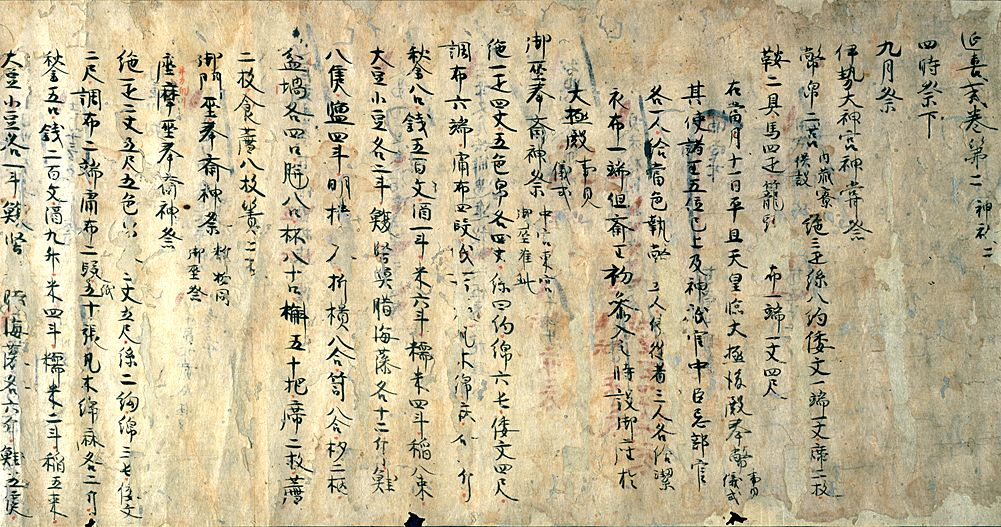
Engishiki, edizione Kujō

I primi testi scritti nominano sedici forme di kunitsutsumi, di cui la sezione norito dell'Engishiki con le sue quattordici tipologie rappresenta l'elenco più consistente. La studiosa Yoko Williams le ha categorizzate in quattro gruppi:
- azioni contro l'essere umano, la vita e la natura, turbatrici dell'ordine fisico naturale (Ikihadadachi e shihadadachi, infliggimento di ferite o morte, inquinamento del sangue; kemono taoshi, majinaimono o naseru tsumi, maledizioni contro animali o persone);
- anomalie fisiche (shirahito, lebbra e kokumi, escrescenze cutanee);
- comportamenti che colpiscono la morale (onaga haha o okaseru tsumi, stupro della madre; onaga ko, okaseru tsumi, incesto; kemono, rapporti sessuali con gli animali);
- calamità naturali (haumushi no wazawai, causate da insetti striscianti; takatsutori no wazawai, dagli uccelli, takatsukami no wazawai, dal dio del tuono).

Felicia Bock ha suddiviso gli kunitsutsumi  in due categorie: violazioni dei tabù tribali e contaminazioni causate da eventi naturali. Sia la violazione deliberata delle regole che le calamità, le maledizioni, le deformità e le malattie dovute a cause divine o naturali erano ritenuti agenti contaminanti. Per eliminare il conseguente stato di impurità erano prescritti alcuni riti di purificazione (harae), pratiche di esorcismo o di "espulsione" per rimuovere l'inquinamento di qualsiasi tipo; abluzione o lustrazione (misogi); astinenza (imi); ripetizioni di formule di espiazione od uso di oggetti di purificazione (harae-tsu-mono).

## Shintoismo e concetto di peccato

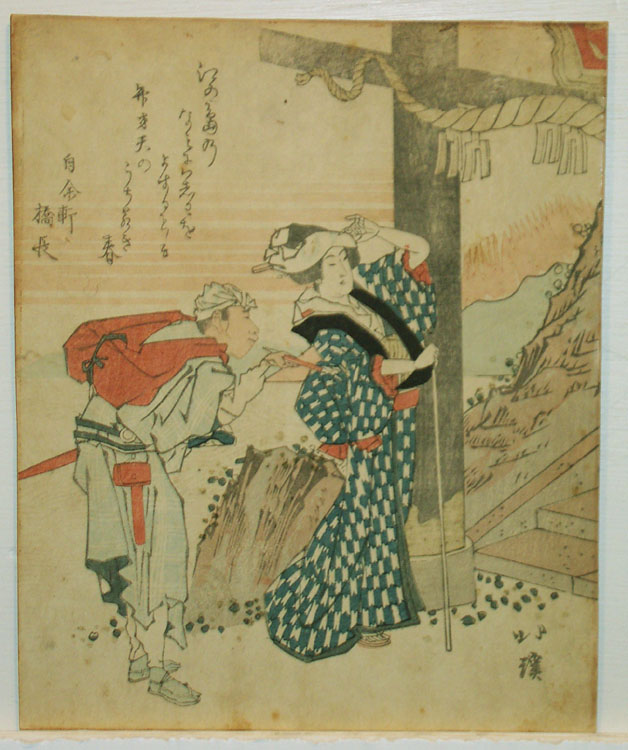
Toyota Hokkei (1780-1850), Un uomo e una donna all'ingresso di un santuario shintoista

Nel Giappone antico, prima dell'avvento del buddhismo, il concetto di tsumi comprendeva l'impurità causata dal contatto con la morte, le malattie, il sangue (kegare 穢), eventi come i disastri naturali (wazawai i禍 o 災い) e le azioni malvagie e gli errori, ritenuti inseparabili e non rigorosamente distinti l'uno dall'altro.
Basandosi su questa pluralità di significati, alcune interpretazioni hanno contestato l'equivalenza, spesso proposta, del concetto di tsumi con quello occidentale di "peccato", sia perché comprensivo di eventi di cui gli esseri umani non possono essere ritenuti moralmente responsabili, sia perché esso non presuppone alcuna prospettiva di conversione interiore: secondo lo shintoismo il male non trova origine nell'uomo, di per sé buono, ma proviene dall'esterno, ed è inteso come una perturbazione dell'ordine. Secondo questa interpretazione, tsumi consiste in un'afflizione temporanea causata dall'intervento di forze negative, di dei maligni (magatsuhi no kami  禍津日神), agenti di disordine e responsabili di disgrazie ed azioni malvagie, che risiedono nelle profondità di Yomi, il regno delle tenebre, da cui ci si può liberare ristabilendo la purezza tramite riti di purificazione.
Gli studiosi non sono ancora giunti ad una conclusione unanime sul motivo dell'esclusione di atti di omicidio e lesioni personali come forme di tsumi nei testi precedenti alla formazione del sistema ritsuryo.

## Studi

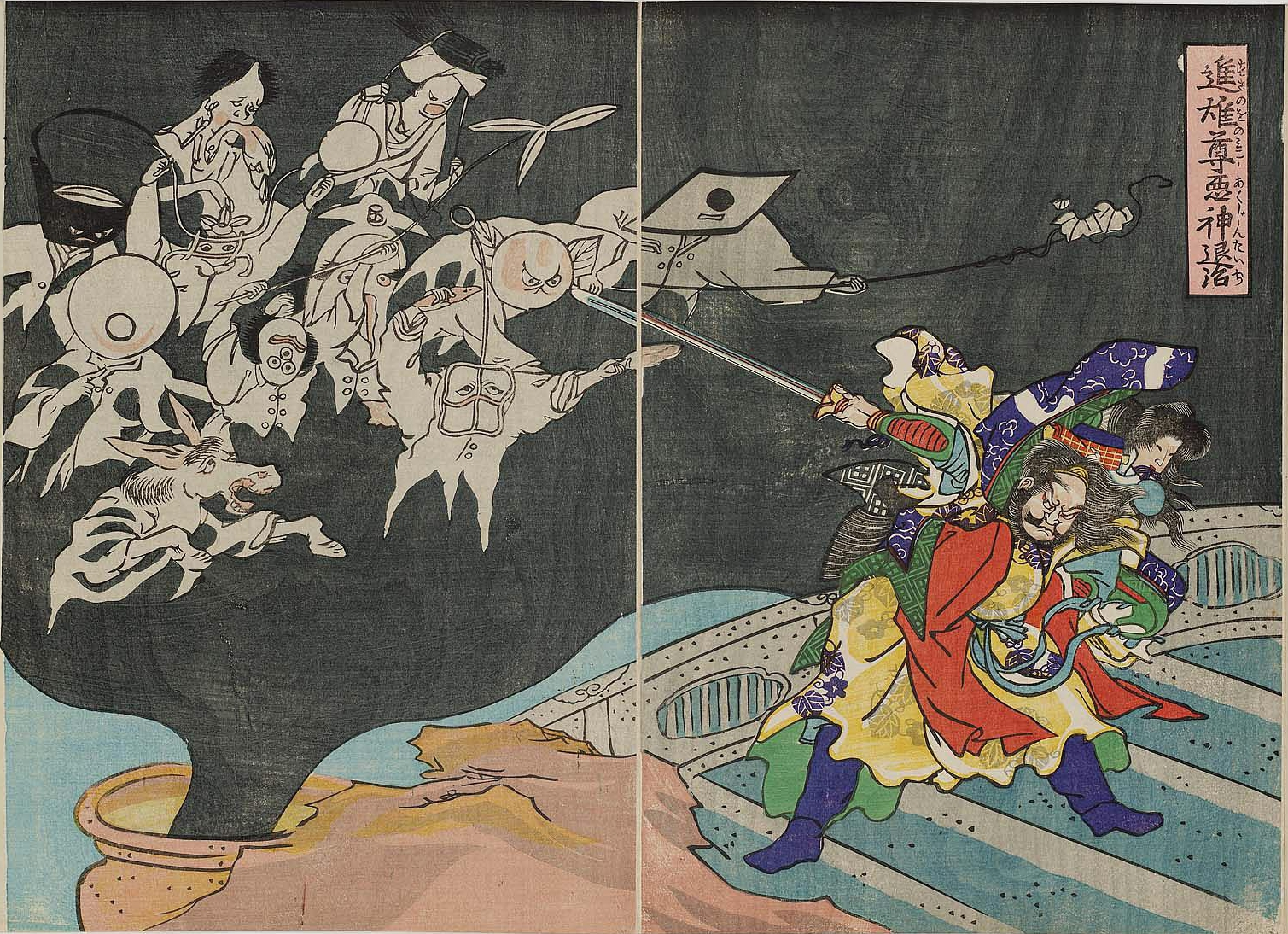
Susano'o no Mikoto sconfigge gli spiriti maligni, ca. 1868

Nella letteratura sullo tsumi nel primo Giappone sono presenti diversi tipi di approccio: giuridico (evoluzione del concetto di punizione nell’antica legislazione giapponese), antropologico-sociale (tsumi posto in relazione alle leggende e ai miti giapponesi), religioso (tsumi nel contesto del pensiero spirituale e religioso giapponese), storico-comparato (evoluzione dello tsumi in rapporto alle istituzioni, in diversi periodi storici e in relazione ad altre culture).
Il primo libro dedicato specificamente a questo tema, fino a prima trattato solo in modo parziale, all'interno di opere più generali, è stato pubblicato nel 2015 da Yoko Williams. Nel suo studio sull'evoluzione del concetto di tsumi da una prospettiva storico-politica (in rapporto alla struttura di governo), la studiosa ne ha tracciato lo sviluppo nel corso di cinque secoli, dalla fase finale del periodo Yayoi (III secolo), all’ascesa della regalità e all'emergere del sistema politico incentrato sul Tennō (天皇) nell’VIII secolo.
Williams sostiene che mentre nelle prime società comunitarie giapponesi esso svolgeva un ruolo pubblico, e verso la fine del V secolo fu istituzionalizzato come offesa contro il re yamato, contribuendo a costruirne l'autorità, con l'aristocratizzazione della classe dirigente nel periodo Heian (794-1191), si sarebbe trasformato in una preoccupazione più privata.